# Lista siturilor arheologice din județul Timiș - G
Lista siturilor arheologice din județul Timiș - G conține toate siturile arheologice din județul Timiș înscrise în Repertoriul Arheologic Național (RAN) și aflate în localități al căror nume începe cu litera G. RAN este administrat de Ministerul Culturii și Patrimoniului Național și cuprinde date științifice, cartografice, topografice, imagini și planuri, precum și orice alte informații privitoare la zonele cu potențial arheologic, studiate sau nu, încă existente sau dispărute.
Puteți căuta un sit din localitățile care încep cu litera G folosind formularul de mai jos sau puteți naviga prin toate siturile din județ la Lista siturilor arheologice din județul Timiș.
| Cod RAN                                | Denumire | Localitate                       | Adresă                                                                 | Datare                   | Descoperit | Coordonate                                    | Imagine           | Erori            |
| -------------------------------------- | --- | -------------------------------- | ---------------------------------------------------------------------- | ------------------------ | ---------- | --------------------------------------------- | ----------------- | ---------------- |
| 157255.01.04 (Cod LMI: TM-I-s-B-06060) | Situl arheologic de la Giarmata - Cetățuica / ansamblu anonim (Categorie: locuire civilă) (Tip: Așezare urbană fortificată)                                                                   | sat Giarmata, comuna Giarmata    | Cetățuica                                                              | sec. XIV-XVI             |            | 45°53′04″N 21°20′30″E / 45.88445°N 21.34167°E | Încărcați imagine | Raportați eroare |
| 157255.01.03 (Cod LMI: TM-I-s-B-06060) | Situl arheologic de la Giarmata - Cetățuica / ansamblu anonim (Categorie: locuire civilă) (Tip: Așezare urbană fortificată)                                                                   | sat Giarmata, comuna Giarmata    | Cetățuica                                                              |                          |            | 45°53′04″N 21°20′30″E / 45.88445°N 21.34167°E | Încărcați imagine | Raportați eroare |
| 157255.01.02 (Cod LMI: TM-I-s-B-06060) | Situl arheologic de la Giarmata - Cetățuica / ansamblu anonim (Categorie: locuire civilă) (Tip: Așezare deschisă)                                                                             | sat Giarmata, comuna Giarmata    | Cetățuica                                                              |                          |            | 45°53′04″N 21°20′30″E / 45.88445°N 21.34167°E | Încărcați imagine | Raportați eroare |
| 157255.01.01 (Cod LMI: TM-I-s-B-06060) | Situl arheologic de la Giarmata - Cetățuica / ansamblu anonim (Categorie: locuire civilă) (Tip: Așezare deschisă)                                                                             | sat Giarmata, comuna Giarmata    | Cetățuica                                                              |                          |            | 45°53′04″N 21°20′30″E / 45.88445°N 21.34167°E | Încărcați imagine | Raportați eroare |
| 155323.01.01 (Cod LMI: TM-I-s-B-06061) | Situl arheologic de la Giroc - Mescal / ansamblu anonim (Categorie: locuire) (Tip: Tell și fortificație de pământ)                                                                            | sat Giroc, comuna Giroc          | Mescal                                                                 | mil. II a. Chr.          |            | 45°39′43″N 21°17′04″E / 45.66195°N 21.28444°E | Încărcați imagine | Raportați eroare |
| 155323.01.02 (Cod LMI: TM-I-s-B-06061) | Situl arheologic de la Giroc - Mescal / ansamblu anonim (Categorie: locuire) (Tip: Tell și fortificație de pământ)                                                                            | sat Giroc, comuna Giroc          | Mescal                                                                 |                          |            | 45°39′43″N 21°17′04″E / 45.66195°N 21.28444°E | Încărcați imagine | Raportați eroare |
| 155323.01.03 (Cod LMI: TM-I-s-B-06061) | Situl arheologic de la Giroc - Mescal / ansamblu anonim (Categorie: locuire) (Tip: Tell și fortificație de pământ)                                                                            | sat Giroc, comuna Giroc          | Mescal                                                                 |                          |            | 45°39′43″N 21°17′04″E / 45.66195°N 21.28444°E | Încărcați imagine | Raportați eroare |
| 155323.01.04 (Cod LMI: TM-I-s-B-06061) | Situl arheologic de la Giroc - Mescal / ansamblu anonim (Categorie: locuire) (Tip: Tell și fortificație de pământ)                                                                            | sat Giroc, comuna Giroc          | Mescal                                                                 |                          |            | 45°39′43″N 21°17′04″E / 45.66195°N 21.28444°E | Încărcați imagine | Raportați eroare |
| 157095.01.01                           | Așezarea medievală de la Gătaia / ansamblu anonim (Categorie: locuire civilă) (Tip: Așezare)                                                                                                  | oraș Gătaia                      |                                                                        | sec. X - XIII            |            |                                               | Încărcați imagine | Raportați eroare |
| 157095.02.01                           | Biserica mănăstirii Sfântu Gheorghe de la Gătaia / ansamblu anonim (Categorie: structură de cult/religioasă) (Tip: Biserică)                                                                  | oraș Gătaia                      | Biserica Sfântu Gheorghe                                               | sec. XVI-XVIII           |            |                                               | Încărcați imagine | Raportați eroare |
| 157095.02.02                           | Biserica mănăstirii Sfântu Gheorghe de la Gătaia / ansamblu anonim (Categorie: structură de cult/religioasă) (Tip: Așezare)                                                                   | oraș Gătaia                      | Biserica Sfântu Gheorghe                                               | sec. XIV-XV              |            |                                               | Încărcați imagine | Raportați eroare |
| 157095.02.03                           | Biserica mănăstirii Sfântu Gheorghe de la Gătaia / ansamblu anonim (Categorie: structură de cult/religioasă) (Tip: necropola)                                                                 | oraș Gătaia                      | Biserica Sfântu Gheorghe                                               | sec. XVI-XVII            |            |                                               | Încărcați imagine | Raportați eroare |
| 156963.01.01                           | Cetatea medievală I de la Gladna Româna / ansamblu anonim (Categorie: fortificație) (Tip: Cetate)                                                                                             | sat Gladna Română, comuna Fârdea |                                                                        | sec. XV                  |            |                                               | Încărcați imagine | Raportați eroare |
| 155323.03.01                           | Situl arheologic de la Giroc "Săliște" / ansamblu anonim (Categorie: locuire) (Tip: așezare fortificată)                                                                                      | sat Giroc, comuna Giroc          | Săliște                                                                |                          |            | 45°39′56″N 21°14′40″E / 45.66555°N 21.24444°E | Încărcați imagine | Raportați eroare |
| 155323.03.02                           | Situl arheologic de la Giroc "Săliște" / ansamblu anonim (Categorie: locuire) (Tip: așezare fortificată)                                                                                      | sat Giroc, comuna Giroc          | Săliște                                                                |                          |            | 45°39′56″N 21°14′40″E / 45.66555°N 21.24444°E | Încărcați imagine | Raportați eroare |
| 155323.03.03                           | Situl arheologic de la Giroc "Săliște" / ansamblu anonim (Categorie: locuire) (Tip: așezare fortificată)                                                                                      | sat Giroc, comuna Giroc          | Săliște                                                                |                          |            | 45°39′56″N 21°14′40″E / 45.66555°N 21.24444°E | Încărcați imagine | Raportați eroare |
| 156384.01.01                           | Așezarea de epoca bronzului târziu de la Gad / ansamblu anonim (Categorie: locuire) (Tip: așezare)                                                                                            | sat Gad, comuna Ghilad           |                                                                        |                          |            |                                               | Încărcați imagine | Raportați eroare |
| 157095.03.01                           | Situl arheologic I de la Gătaia / ansamblu anonim (Categorie: locuire) (Tip: Locuire) | oraș Gătaia                      |                                                                        | Gârla Mare-Žuto Brdo     |            |                                               | Încărcați imagine | Raportați eroare |
| 157095.04.01                           | Situl arheologic II de la Gătaia / ansamblu anonim (Categorie: locuire) (Tip: Locuire) | oraș Gătaia                      |                                                                        |                          |            |                                               | Încărcați imagine | Raportați eroare |
| 157095.05.01                           | Descoperirea funerară I de epocă neprecizată la Gataia / ansamblu anonim (Categorie: descoperire funerară) (Tip: Movilă)                                                                      | oraș Gătaia                      |                                                                        |                          |            |                                               | Încărcați imagine | Raportați eroare |
| 157095.06.01                           | Situl arheologic III de la Gătaia-Valea Begului / ansamblu anonim (Categorie: locuire) (Tip: Locuire)                                                                                         | oraș Gătaia                      | Valea Begului                                                          | Basarabi                 |            |                                               | Încărcați imagine | Raportați eroare |
| 157095.06.02                           | Situl arheologic III de la Gătaia-Valea Begului / ansamblu anonim (Categorie: locuire) (Tip: Așezare)                                                                                         | oraș Gătaia                      | Valea Begului                                                          | sec.IV-V d.Chr.          |            |                                               | Încărcați imagine | Raportați eroare |
| 157095.06.03                           | Situl arheologic III de la Gătaia-Valea Begului / ansamblu anonim (Categorie: locuire) (Tip: așezare)                                                                                         | oraș Gătaia                      | Valea Begului                                                          | sec.VIII-IX d.Chr        |            |                                               | Încărcați imagine | Raportați eroare |
| 157095.06.04                           | Situl arheologic III de la Gătaia-Valea Begului / ansamblu anonim (Categorie: locuire) (Tip: Așezare)                                                                                         | oraș Gătaia                      | Valea Begului                                                          |                          |            |                                               | Încărcați imagine | Raportați eroare |
| 157095.07.01                           | Situl arheologic IV de la Gătaia / ansamblu anonim (Categorie: locuire) (Tip: așezare) | oraș Gătaia                      |                                                                        | sec.II-III d.Chr.        |            |                                               | Încărcați imagine | Raportați eroare |
| 157095.07.02                           | Situl arheologic IV de la Gătaia / ansamblu anonim (Categorie: locuire) (Tip: Așezare) | oraș Gătaia                      |                                                                        |                          |            |                                               | Încărcați imagine | Raportați eroare |
| 157095.08.01                           | Situl arheologic V de la Gătaia / ansamblu anonim (Categorie: locuire) (Tip: Așezare) | oraș Gătaia                      |                                                                        | sec.II-III d.Chr.        |            |                                               | Încărcați imagine | Raportați eroare |
| 157095.08.02                           | Situl arheologic V de la Gătaia / ansamblu anonim (Categorie: locuire) (Tip: așezare) | oraș Gătaia                      |                                                                        |                          |            |                                               | Încărcați imagine | Raportați eroare |
| 157095.08.03                           | Situl arheologic V de la Gătaia / ansamblu anonim (Categorie: locuire) (Tip: Așezare) | oraș Gătaia                      |                                                                        |                          |            |                                               | Încărcați imagine | Raportați eroare |
| 157095.09.01                           | Situl arheologic VI de la Gătaia / ansamblu anonim (Categorie: locuire) (Tip: așezare) | oraș Gătaia                      |                                                                        |                          |            |                                               | Încărcați imagine | Raportați eroare |
| 157095.09.02                           | Situl arheologic VI de la Gătaia / ansamblu anonim (Categorie: locuire) (Tip: așezare) | oraș Gătaia                      |                                                                        |                          |            |                                               | Încărcați imagine | Raportați eroare |
| 157095.09.03                           | Situl arheologic VI de la Gătaia / ansamblu anonim (Categorie: locuire) (Tip: așezare) | oraș Gătaia                      |                                                                        |                          |            |                                               | Încărcați imagine | Raportați eroare |
| 157095.10.01                           | Situl arheologic VII de la Gătaia / ansamblu anonim (Categorie: locuire) (Tip: așezare) | oraș Gătaia                      |                                                                        |                          |            |                                               | Încărcați imagine | Raportați eroare |
| 157095.10.02                           | Situl arheologic VII de la Gătaia / ansamblu anonim (Categorie: locuire) (Tip: așezare) | oraș Gătaia                      |                                                                        |                          |            |                                               | Încărcați imagine | Raportați eroare |
| 157095.10.03                           | Situl arheologic VII de la Gătaia / ansamblu anonim (Categorie: locuire) (Tip: așezare) | oraș Gătaia                      |                                                                        | sec.II-III d.Chr.        |            |                                               | Încărcați imagine | Raportați eroare |
| 157095.10.04                           | Situl arheologic VII de la Gătaia / ansamblu anonim (Categorie: locuire) (Tip: așezare) | oraș Gătaia                      |                                                                        |                          |            |                                               | Încărcați imagine | Raportați eroare |
| 157095.10.05                           | Situl arheologic VII de la Gătaia / ansamblu anonim (Categorie: locuire) (Tip: așezare) | oraș Gătaia                      |                                                                        |                          |            |                                               | Încărcați imagine | Raportați eroare |
| 157095.11.01                           | Situl arheologic VIII de la Gătaia / ansamblu anonim (Categorie: locuire) (Tip: așezare) | oraș Gătaia                      |                                                                        | sec.II-III d.Chr.        |            |                                               | Încărcați imagine | Raportați eroare |
| 157095.11.02                           | Situl arheologic VIII de la Gătaia / ansamblu anonim (Categorie: locuire) (Tip: așezare) | oraș Gătaia                      |                                                                        | sec.VIII-IX d.Chr.       |            |                                               | Încărcați imagine | Raportați eroare |
| 157095.12.01                           | Așezarea I de epocă daco-romană de la Gătaia-Valea Mâții / ansamblu anonim (Categorie: locuire) (Tip: așezare)                                                                                | oraș Gătaia                      | Valea Mâții                                                            | sec.III-IV d.Chr.        |            |                                               | Încărcați imagine | Raportați eroare |
| 157095.13.01                           | Așezarea II de epocă daco-romană de la Gătaia / ansamblu anonim (Categorie: locuire) (Tip: Așezare)                                                                                           | oraș Gătaia                      |                                                                        |                          |            |                                               | Încărcați imagine | Raportați eroare |
| 157095.14.01                           | Așezarea III de epocă daco-romană de la Gătaia / ansamblu anonim (Categorie: locuire) (Tip: așezare)                                                                                          | oraș Gătaia                      |                                                                        |                          |            |                                               | Încărcați imagine | Raportați eroare |
| 157095.15.01                           | Așezarea IV de epocă daco-romană de la Gătaia / ansamblu anonim (Categorie: locuire) (Tip: așezare)                                                                                           | oraș Gătaia                      |                                                                        |                          |            |                                               | Încărcați imagine | Raportați eroare |
| 157095.16.01                           | Așezarea V de epocă daco-romană de la Gătaia / ansamblu anonim (Categorie: locuire) (Tip: așezare)                                                                                            | oraș Gătaia                      |                                                                        |                          |            |                                               | Încărcați imagine | Raportați eroare |
| 157095.17.01                           | Așezarea VI de epocă daco-romană de la Gătaia / ansamblu anonim (Categorie: locuire) (Tip: așezare)                                                                                           | oraș Gătaia                      |                                                                        |                          |            |                                               | Încărcați imagine | Raportați eroare |
| 157095.18.01                           | Așezarea VII de epocă daco-romană de la Gătaia / ansamblu anonim (Categorie: locuire) (Tip: așezare)                                                                                          | oraș Gătaia                      |                                                                        |                          |            |                                               | Încărcați imagine | Raportați eroare |
| 157095.19.01                           | Așezarea VIII de epocă daco-romană de la Gătaia / ansamblu anonim (Categorie: locuire) (Tip: așezare)                                                                                         | oraș Gătaia                      |                                                                        |                          |            |                                               | Încărcați imagine | Raportați eroare |
| 157095.20.01                           | Așezarea IX de epocă daco-romană de la Gătaia / ansamblu anonim (Categorie: locuire) (Tip: așezare)                                                                                           | oraș Gătaia                      |                                                                        |                          |            |                                               | Încărcați imagine | Raportați eroare |
| 157095.21.01                           | Așezarea X de epocă daco-romană de la Gătaia / ansamblu anonim (Categorie: locuire) (Tip: așezare)                                                                                            | oraș Gătaia                      |                                                                        |                          |            |                                               | Încărcați imagine | Raportați eroare |
| 157095.22.01                           | Așezarea XI de epocă daco-romană de la Gătaia / ansamblu anonim (Categorie: locuire) (Tip: așezare)                                                                                           | oraș Gătaia                      |                                                                        |                          |            |                                               | Încărcați imagine | Raportați eroare |
| 157095.23.01                           | Așezarea XII de epocă daco-romană de la Gătaia / ansamblu anonim (Categorie: locuire) (Tip: așezare)                                                                                          | oraș Gătaia                      |                                                                        |                          |            |                                               | Încărcați imagine | Raportați eroare |
| 157040.01.01                           | Așezarea I de epocă daco-romană de la Găvojdia / ansamblu anonim (Categorie: locuire) (Tip: așezare)                                                                                          | sat Gavojdia, comuna Gavojdia    |                                                                        |                          |            |                                               | Încărcați imagine | Raportați eroare |
| 157040.03.01                           | Așezarea III de epocă daco-romană de la Găvojdia / ansamblu anonim (Categorie: locuire) (Tip: așezare)                                                                                        | sat Gavojdia, comuna Gavojdia    |                                                                        |                          |            |                                               | Încărcați imagine | Raportați eroare |
| 157040.04.01                           | Așezarea IV de epocă daco-romană de la Găvojdia / ansamblu anonim (Categorie: locuire) (Tip: așezare)                                                                                         | sat Gavojdia, comuna Gavojdia    |                                                                        |                          |            |                                               | Încărcați imagine | Raportați eroare |
| 157040.02.01                           | Așezarea II de epocă daco-romană de la Găvojdia / ansamblu anonim (Categorie: locuire) (Tip: așezare)                                                                                         | sat Gavojdia, comuna Gavojdia    |                                                                        |                          |            |                                               | Încărcați imagine | Raportați eroare |
| 159231.01.01                           | Așezarea de epocă hallstattiana de la Gelu / ansamblu anonim (Categorie: locuire) (Tip: Locuire)                                                                                              | sat Gelu, comuna Variaș          |                                                                        |                          |            |                                               | Încărcați imagine | Raportați eroare |
| 159231.02.01                           | Descoperirea funerară de epocă necunoscută de la Gelu-Gomiluțima Unca / ansamblu anonim (Categorie: descoperire funerară) (Tip: Movilă)                                                       | sat Gelu, comuna Variaș          | Gomiluțima Unca                                                        |                          |            |                                               | Încărcați imagine | Raportați eroare |
| 159231.03.01                           | Descoperirea funerară de epocă necunoscută de la Gelu-Huncă / ansamblu anonim (Categorie: descoperire funerară) (Tip: Movilă)                                                                 | sat Gelu, comuna Variaș          | Huncă                                                                  |                          |            |                                               | Încărcați imagine | Raportați eroare |
| 159231.04.01                           | Descoperirea funerară de epocă necunoscută de la Gelu-Mănăștur / ansamblu anonim (Categorie: descoperire funerară) (Tip: Movilă)                                                              | sat Gelu, comuna Variaș          | Mănăștur                                                               |                          |            |                                               | Încărcați imagine | Raportați eroare |
| 157406.01.01                           | Descoperirea funerară de epocă medievală de la Gherman / ansamblu anonim (Categorie: descoperire funerară) (Tip: Morminte)                                                                    | sat Gherman, comuna Jamu Mare    |                                                                        |                          |            |                                               | Încărcați imagine | Raportați eroare |
| 157406.02.01                           | Mănăstirea franciscană de la Gherman / ansamblu anonim (Categorie: structură de cult/religioasă) (Tip: Mănăstire)                                                                             | sat Gherman, comuna Jamu Mare    |                                                                        | sec.XIV d.Chr.           |            |                                               | Încărcați imagine | Raportați eroare |
| 156393.01.01                           | Descoperirea funerară de epocă necunoscută de la Ghilad / ansamblu anonim (Categorie: descoperire funerară)                                                                                   | sat Ghilad, comuna Ghilad        |                                                                        |                          |            |                                               | Încărcați imagine | Raportați eroare |
| 156393.02.01                           | Așezarea de epocă romană de la Ghilad / ansamblu anonim (Categorie: locuire) (Tip: așezare)                                                                                                   | sat Ghilad, comuna Ghilad        |                                                                        | romană sec.III-IV d.Chr. |            |                                               | Încărcați imagine | Raportați eroare |
| 155298.01.01                           | Așezarea hallstattiană de la Ghiroda / ansamblu anonim (Categorie: locuire) (Tip: așezare) | sat Ghiroda, comuna Ghiroda      |                                                                        |                          |            |                                               | Încărcați imagine | Raportați eroare |
| 157255.02.01                           | Descoperirea funerară de epocă necunoscută de la Giarmata-Kodknopf / ansamblu anonim (Categorie: descoperire funerară) (Tip: Movilă)                                                          | sat Giarmata, comuna Giarmata    | Kodknopf                                                               |                          |            |                                               | Încărcați imagine | Raportați eroare |
| 155323.04.01                           | Așezarea de epocă neolitică de la Giroc-La Pruni / ansamblu anonim (Categorie: locuire) (Tip: așezare)                                                                                        | sat Giroc, comuna Giroc          | La Pruni                                                               | Vinča                    |            |                                               | Încărcați imagine | Raportați eroare |
| 157326.01.01                           | Așezarea neolitică de la Giulvăz / ansamblu anonim (Categorie: locuire) (Tip: așezare) | sat Giulvăz, comuna Giulvăz      |                                                                        | Starcevo - Criș          |            |                                               | Încărcați imagine | Raportați eroare |
| 157326.02.01                           | Situl arheologic de la Giulvăz / ansamblu anonim (Categorie: descoperire funerară) (Tip: Movilă)                                                                                              | sat Giulvăz, comuna Giulvăz      |                                                                        |                          |            |                                               | Încărcați imagine | Raportați eroare |
| 157326.02.02                           | Situl arheologic de la Giulvăz / ansamblu anonim (Categorie: descoperire funerară) (Tip: Movilă)                                                                                              | sat Giulvăz, comuna Giulvăz      |                                                                        |                          |            |                                               | Încărcați imagine | Raportați eroare |
| 157326.03.01                           | Descoperirea funerară de la Giulvăz-La Gomilă / ansamblu anonim (Categorie: descoperire funerară) (Tip: Movilă)                                                                               | sat Giulvăz, comuna Giulvăz      | La Gomilă                                                              |                          |            |                                               | Încărcați imagine | Raportați eroare |
| 157326.04.01                           | Descoperirea funerară de la Giulvăz-Gomilă Albă / ansamblu anonim (Categorie: descoperire funerară) (Tip: Movilă)                                                                             | sat Giulvăz, comuna Giulvăz      | Gomilă Albă                                                            |                          |            |                                               | Încărcați imagine | Raportați eroare |
| 157326.05.01                           | Descoperirea funerară de la Giulvăz-Gomila Spartă / ansamblu anonim (Categorie: descoperire funerară) (Tip: Movilă)                                                                           | sat Giulvăz, comuna Giulvăz      | Gomila Spartă                                                          |                          |            |                                               | Încărcați imagine | Raportați eroare |
| 156963.02.01                           | Cetatea medievală II de la Gladna Româna / ansamblu anonim (Categorie: fortificație) (Tip: Cetate)                                                                                            | sat Gladna Română, comuna Fârdea |                                                                        | sec.XIV-XV d.Chr         |            |                                               | Încărcați imagine | Raportați eroare |
| 157558.01.01                           | Descoperirea funerară I de epocă hallstattiană de la Gottlob / ansamblu anonim (Categorie: descoperire funerară) (Tip: Movilă)                                                                | sat Gottlob, comuna Gottlob      |                                                                        | Basarabi                 |            |                                               | Încărcați imagine | Raportați eroare |
| 157558.02.01                           | Așezarea daco-romană de la Gottlob / ansamblu anonim (Categorie: locuire) (Tip: așezare) | sat Gottlob, comuna Gottlob      |                                                                        |                          |            |                                               | Încărcați imagine | Raportați eroare |
| 157558.03.01                           | Descoperirea funerară II de epocă necunoscută de la Gottlob / ansamblu anonim (Categorie: descoperire funerară) (Tip: Movilă)                                                                 | sat Gottlob, comuna Gottlob      |                                                                        |                          |            |                                               | Încărcați imagine | Raportați eroare |
| 157558.04.01                           | Movila de epocă necunoscută de la Gottlob-Capela Kavaria / ansamblu anonim (Categorie: movilă de hotar) (Tip: movilă de hotar)                                                                | sat Gottlob, comuna Gottlob      | Capela Kavaria                                                         |                          |            |                                               | Încărcați imagine | Raportați eroare |
| 157558.05.01                           | / ansamblu anonim (Categorie: movilă de hotar) (Tip: movilă de hotar) | sat Gottlob, comuna Gottlob      |                                                                        |                          |            |                                               | Încărcați imagine | Raportați eroare |
| 157488.01.01                           | Movila de epocă necunoscută de la Grabaț / ansamblu anonim (Categorie: movilă de hotar) (Tip: movilă de hotar)                                                                                | sat Grabaț, comuna Lenauheim     |                                                                        |                          |            |                                               | Încărcați imagine | Raportați eroare |
| 157488.02.01                           | Movila de epocă necunoscută de la Grabaț / ansamblu anonim (Categorie: movilă de hotar) (Tip: movilă de hotar)                                                                                | sat Grabaț, comuna Lenauheim     |                                                                        |                          |            |                                               | Încărcați imagine | Raportați eroare |
| 157291.01.01                           | Așezarea de epocă daco-romană de la Grăniceri / ansamblu anonim (Categorie: locuire) (Tip: așezare)                                                                                           | sat Grănicerii, comuna Giera     |                                                                        |                          |            |                                               | Încărcați imagine | Raportați eroare |
| 157291.02.01                           | Situl arheologic de la Grăniceri-microtoponimele Hunca Cimitir, Hunca Cruce, Hunca Deal, Hunca Observator și Hunca Păr. / ansamblu anonim (Categorie: movilă de hotar) (Tip: movilă de hotar) | sat Grănicerii, comuna Giera     | Hunca Cimitir, Hunca Cruce, Hunca Deal, Hunca Observator și Hunca Păr. |                          |            |                                               | Încărcați imagine | Raportați eroare |
| 157647.02 (Cod LMI: TM-II-m-A-06237)   | Situl arheologic Biserica "Adormirea Maicii Domnului" din Groși / ansamblu Biserica "Adormirea Maicii Domnului" (Categorie: structură de cult/religioasă) (Tip: Biserică)                     | sat Groși, comuna Margina        | Poieni                                                                 |                          |            |                                               | Încărcați imagine | Raportați eroare |